# Bệnh dại
Bệnh dại (tiếng Anh: Rabies) là một căn bệnh do virus gây ra viêm não ở người và động vật có vú khác. Triệu chứng ban đầu có thể bao gồm sốt và ngứa ran ở nơi có vết thương; tiếp đến là một hoặc nhiều hơn những triệu chứng sau: hành động bạo lực, kích động không kiểm soát, sợ nước, không thể cử động các phần cơ thể, lú lẫn, và mất ý thức. Một khi triệu chứng đã khởi phát thì kết cục gần như là tử vong. Thời gian từ khi mắc bệnh đến khi xuất hiện triệu chứng thường rơi vào khoảng một đến ba tháng, có thể dao động từ dưới một tuần đến hơn một năm tùy thuộc vào quãng đường virus phải di chuyển để đến hệ thần kinh trung ương.
Thủ phạm gây bệnh dại là các loại Lyssavirus bao gồm virus dại và lyssavirus dơi Úc. Căn bệnh lây lan khi động vật bị nhiễm cắn hoặc cào động vật khác hoặc con người. Nước bọt từ động vật bị nhiễm cũng có thể truyền bệnh nếu tiếp xúc với mắt, miệng, hay mũi. Tổng quan thì chó là động vật liên quan phổ biến nhất. Hơn 99% ca dại ở các quốc gia mà chó thường nhiễm bệnh là do chó cắn. Ở châu Mỹ, dơi cắn là nguồn gây nhiễm dại phổ biến nhất ở người, trong khi số ca từ chó chưa đến 5%. Các loài gặm nhấm rất hiếm khi bị dại.  Bệnh chỉ có thể chẩn đoán sau khi xuất hiện triệu chứng.
Các chương trình tiêm chủng và kiểm soát động vật đã làm giảm nguy cơ mắc bệnh dại từ chó ở một số vùng trên thế giới.  Tiêm chủng từ trước được khuyến cáo với nhóm nguy cơ cao gồm người làm việc với dơi hay người dành nhiều thời gian ở những nơi mà bệnh phổ biến. Ở người bị phơi nhiễm, vắc-xin dại và đôi khi là globulin miễn dịch hiệu quả trong phòng bệnh nếu người bệnh được điều trị trước khi triệu chứng khởi phát. Rửa vết cào và cắn bằng xà phòng và nước, povidon iod, hay chất tẩy trong 15 phút có thể làm giảm số lượng virus và phần nào đó ngăn được sự truyền nhiễm. Tính đến năm 2016, chỉ 14 người qua khỏi bệnh dại sau khi khởi phát triệu chứng.
Trên thế giới năm 2015, bệnh dại đã giết chết khoảng 17.400 người. Hơn 95% số ca tử vong xảy ra ở châu Á, châu Phi và khoảng 40% là ở trẻ dưới 15 tuổi. Căn bệnh có mặt tại hơn 150 quốc gia và mọi lục địa trừ châu Nam Cực. Hơn ba tỷ người đang sống ở những vùng có bệnh dại. Một số nước như Úc, Nhật Bản, và hầu khắp Tây Âu, không có bệnh dại trong chó. Nhiều đảo Thái Bình Dương cũng không tồn tại bệnh này. Tổ chức Y tế Thế giới đã xếp dại thuộc nhóm các bệnh nhiệt đới bị lãng quên.

## Dấu hiệu và triệu chứng
Thời kỳ ủ bệnh (từ khi bị nhiễm đến những triệu chứng đầu tiên) ở người thường là 1–3 tháng song đã ghi nhận trường hợp ngắn đến bốn ngày và dài đến hơn 6 năm tùy vào vị trí, mức độ nghiêm trọng của vết thương, và số lượng virus xâm nhập. Các dấu hiệu và triệu chứng ban đầu của bệnh dại thường không đặc biệt như sốt và đau đầu. Khi bệnh tiến triển gây viêm não và viêm màng não, dấu hiệu và triệu chứng có thể bao gồm liệt nhẹ hoặc một phần, lo âu, mất ngủ, lú lẫn, hành xử bất thường, hoang tưởng, quấy rối, ảo giác, rồi tiến tới mê sảng và hôn mê. Cái chết thường xảy ra sau đó 2 đến 10 ngày. Khi triệu chứng đã biểu hiện, khả năng sống sót là gần như bằng không, kể cả bệnh nhân có được chăm sóc tích cực hay không.
Chứng sợ nước (hydrophobia) là tên gọi khác ít phổ biến hơn của bệnh dại đề cập đến loạt triệu chứng giai đoạn sau mà ở đó bệnh nhân có biểu hiện khó nuốt, tỏ ra sợ hãi khi được cho nước để uống, và không thể làm hết cơn khát. Tất cả động vật có vú bị nhiễm virus đều có thể biểu hiện chứng sợ nước. Lượng nước bọt sản ra tăng lên nhiều và nỗ lực hoặc thậm chí ý định, gợi ý uống nước hay nuốt nước bọt có thể gây co thắt đau đớn dữ dội ở cổ họng và thanh quản. Có thể điều này là do thực tế virus sinh sôi và tích lũy trong tuyến nước bọt của động vật bị nhiễm vì mục đích lây truyền thông qua hành vi cắn. Khả năng truyền virus sẽ giảm đi đáng kể nếu cá thể bị nhiễm có thể nuốt nước bọt và nước. Chứng sợ nước thường đi với thể dại cuồng, loại chiếm 80% số ca người mắc. 20% còn lại có thể trải qua thể dại câm với đặc điểm yếu cơ, mất cảm giác, và liệt; thể này không mấy khi gây ra chứng sợ nước.

## Tác nhân

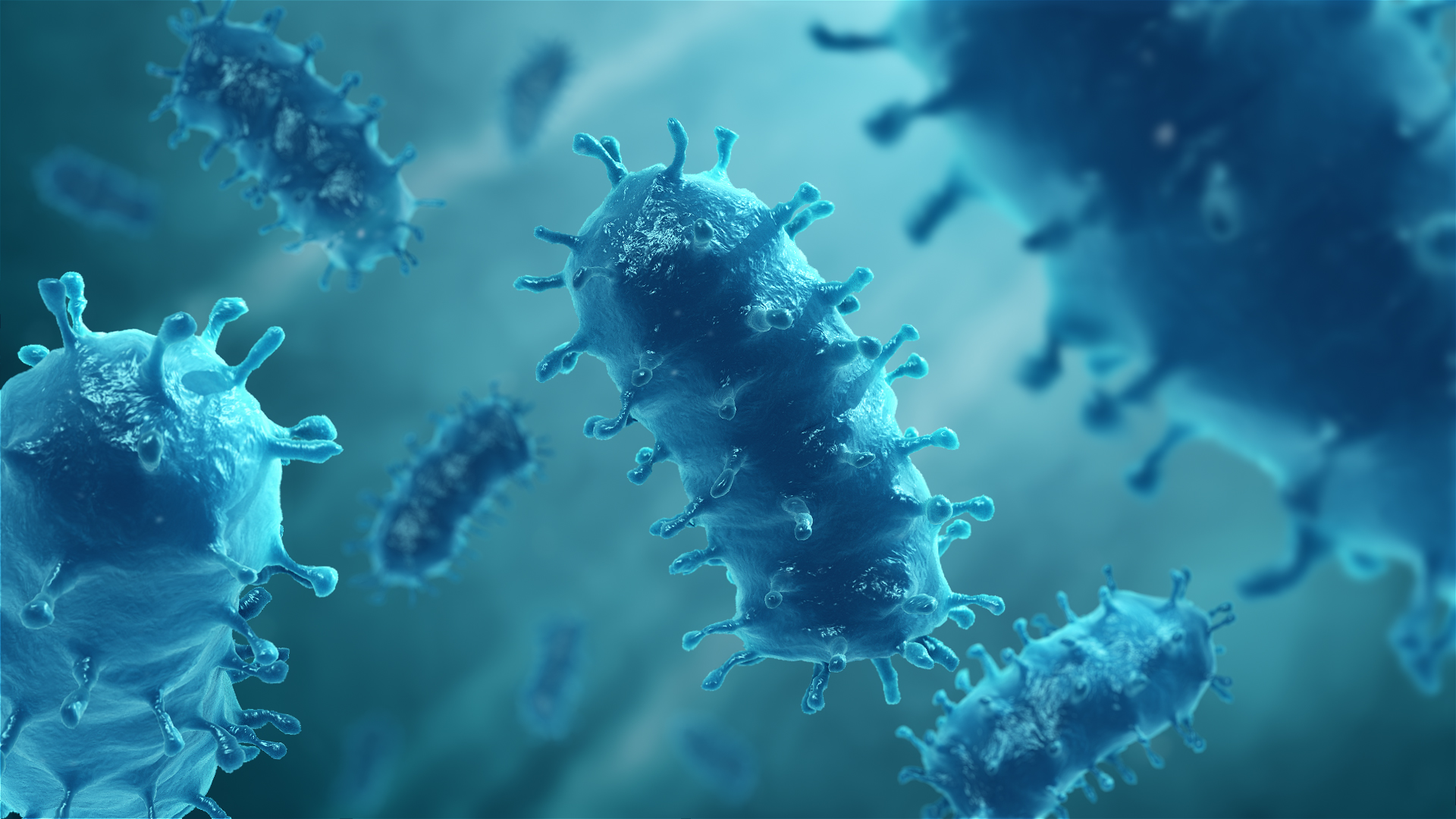
Ảnh 3D mô tả cấu trúc virus dại.

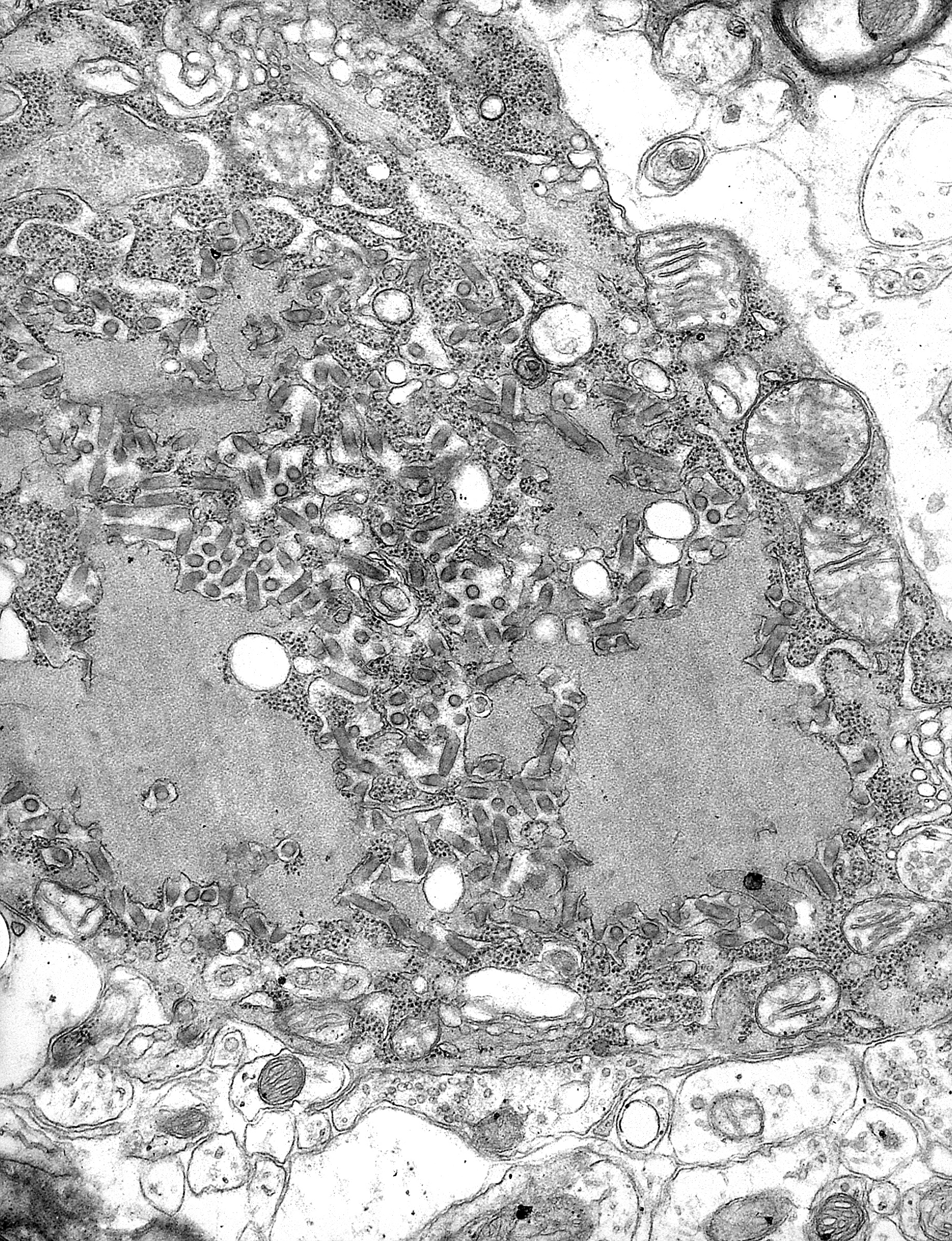
Ảnh TEM cho thấy nhiều hạt virus (nhỏ, hình que, đen xám) và tiểu thể Negri (các thể vùi tế bào bệnh lý lớn)

Tác nhân gây bệnh dại là một số loại Lyssavirus bao gồm virus dại và lyssavirus dơi Úc.
Virus dại là loài điển hình của chi Lyssavirus thuộc họ Rhabdoviridae, bộ Mononegavirales. Các hạt lyssavirus hoàn chỉnh (lyssavirion) có cấu trúc xoắn ốc cân đối, dài khoảng 180 nm, bề ngang khoảng 75 nm, có vỏ ngoài bao bọc và một bộ gen RNA sợi đơn âm. Thông tin di truyền được gói gém dưới dạng tổ hợp ribonucleoprotein, ở đó RNA được bọc chặt bởi nucleoprotein virus. Bộ gen RNA mã hóa năm gen của virus mà trình tự của chúng rất được bảo tồn: nucleoprotein (N), phosphoprotein (P), matrix protein (M), glycoprotein (G), và RNA polymerase (L).
Khi đã vào cơ thể, virus dại bắt đầu quá trình nhân bản. Các gai tam phân ở phần ngoài màng virus tương tác với một thụ thế tế bào đặc hiệu mà nhiều khả năng là acetylcholine. Màng tế bào lõm xuống trong một quá trình gọi là ẩm bào cho phép virus xâm nhập tế bào. Virus sau đó tập hợp thành những thể nội bào lớn, dung hợp màng virus với màng thể nội bào rồi giải phóng năm protein và RNA sợi đơn vào tế bào chất.
Tiếp theo, protein L sao chép năm sợi mRNA và một sợi RNA dương từ sợi RNA âm gốc nhờ các nucleotide tự do trong tế bào chất. Năm sợi mRNA này được dịch mã thành các protein tương ứng (P, L, N, G, và M) tại những ribosome tự do. Một số protein yêu cầu sửa đổi sau dịch mã. Ví dụ, protein G bị gập thêm khi di chuyển qua mạng lưới nội chất gồ ghề rồi bị glycosyl hóa khi tới bộ máy Golgi.
Khi đã có đủ protein virus, polymerase của virus sẽ bắt đầu tổng hợp các sợi RNA âm mới từ khuôn sợi RNA dương. Các sợi RNA âm này sẽ tạo nên những tổ hợp với protein N, P, L, M rồi di chuyển tới màng trong tế bào, nơi protein G bị gắn vào. Tiếp đó protein G quấn quanh tổ hợp N-P-L-M đồng thời lấy đi một phần màng tế bào chủ tạo ra vỏ ngoài mới của hạt virus. Virus sau đó chui ra khỏi tế bào.
Từ lúc vào cơ thể, virus nhắm đến tế bào thần kinh, đi theo những con đường để đến hệ thần kinh trung ương. Virus thường nhiễm vào tế bào cơ gần điểm xâm nhập trước, ở đó chúng có thể nhân bản mà không bị hệ miễn dịch của vật chủ chú ý. Khi đã đủ số lượng, virus bắt đầu bám vào thụ thể acetylcholine tại ngã giao thần kinh cơ. Virus tiếp theo nghịch chuyển qua sợi trục tế bào thần kinh khi protein P của nó tương tác với dynein, một protein có trong tế bào chất của tế bào thần kinh. Khi đã đến thân bào virus di chuyển nhanh đến hệ thần kinh trung ương, nhân bản trong nơron vận động và cuối cùng lên não. Sau khi nhiễm vào não, virus lần lượt phân tán đến hệ thần kinh ngoại biên và hệ thần kinh tự chủ, sau đó tới tuyến nước bọt, nơi chúng sẵn sàng để nhiễm sang vật chủ kế tiếp.:317

## Lây truyền

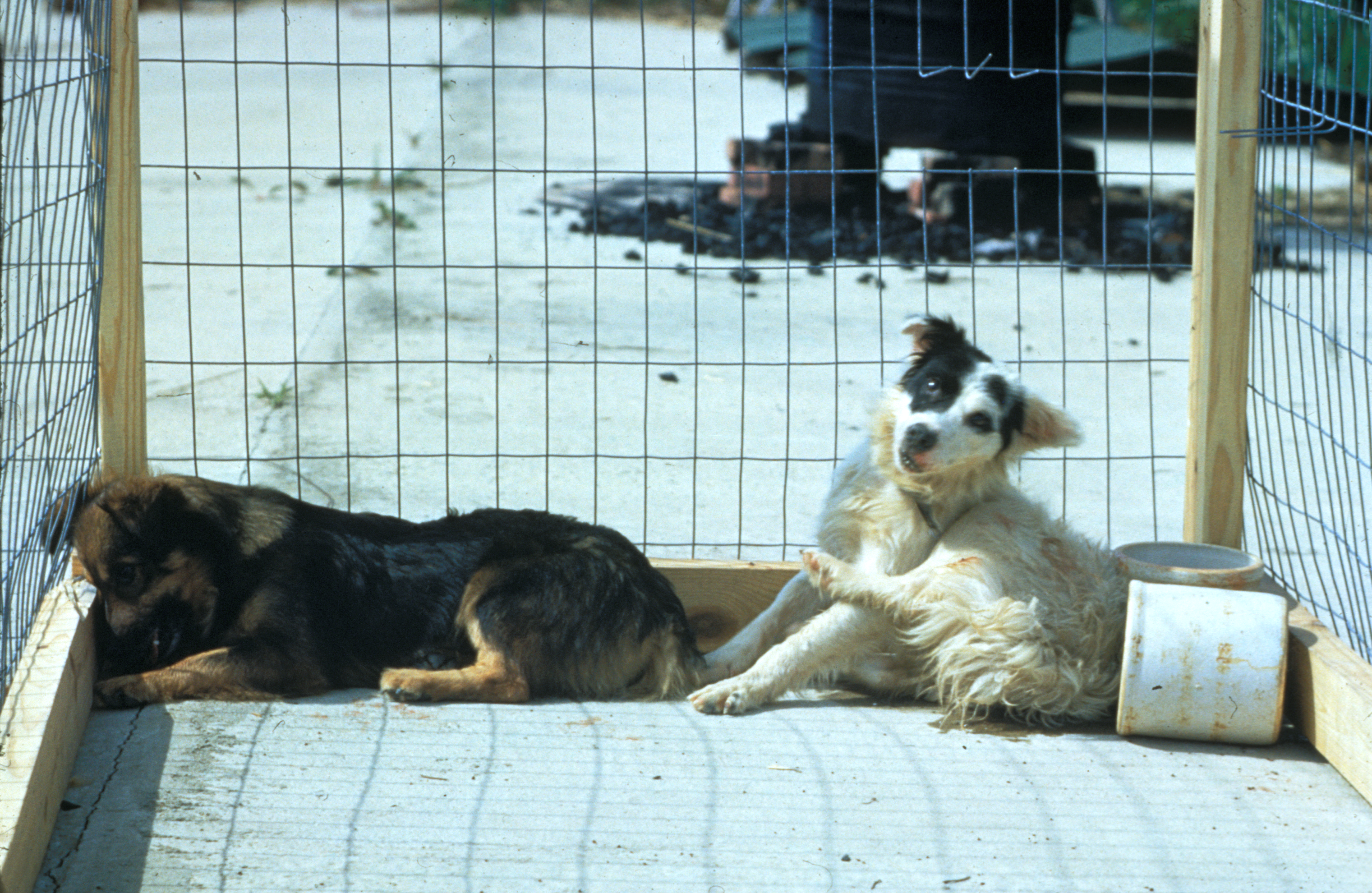
Hai con chó mắc bệnh dại thể liệt

Mọi loài máu nóng, bao gồm con người, đều có thể bị nhiễm virus dại và khởi phát triệu chứng. Chim bị con người truyền virus dại lần đầu vào năm 1884 nhưng hầu hết những con chim bị nhiễm đều không có triệu chứng và sau đó đã bình phục. Ngoài ra còn có những loài chim được biết là đã xuất hiện kháng thể dại sau khi ăn động vật có vú mắc bệnh dại.
Virus còn thích nghi để sinh trưởng trong tế bào của động vật có xương sống máu lạnh. Có nhiều loại động vật có thể nhiễm virus và truyền bệnh cho người. Dơi, khỉ, gấu mèo, cáo, chồn hôi, bò, sói xám, sói đồng cỏ, chó, mèo, cầy lỏn, mang đến rủi ro cao cho con người.
Gấu, gia súc, macmot châu Mỹ, chồn, và những loại động vật ăn thịt khác cũng có thể làm lây nhiễm dại. Thỏ và những loại gặm nhấm nhỏ như sóc chuột, chuột nhảy, chuột lang, hamster, chuột nhắt, chuột đồng, sóc, gần như không bao giờ bị dại và không được biết là truyền dại cho người. Vết cắn từ chuột hay sóc ít khi cần đề phòng vì những loại gặm nhấm này thường bị giết khi đụng độ động vật dại lớn. Opossum có nhiệt độ cơ thể thấp hơn mức phù hợp cho virus dại nên đề kháng nhưng không miễn nhiễm căn bệnh.
Virus thường có trong dây thần kinh và nước bọt của động vật dại biểu hiện triệu chứng. Con đường truyền chủ yếu là qua vết cắn. Ở nhiều trường hợp, con vật dại cực kỳ hung dữ, có thể tấn công vô cớ và biểu hiện hành vi lạ thường khác. Đây là ví dụ về việc virus điều chỉnh hành vi của vật chủ để tạo thuận lợi cho lây truyền sang vật chủ khác. Sau khi vào cơ thể, virus đi vào hệ thần kinh ngoại biên rồi theo dây thần kinh hướng tâm đến hệ thần kinh trung ương. Thời gian này, virus không thể dễ dàng bị phát hiện trong vật chủ và vắc-xin vẫn có thể ban miễn dịch trung gian tế bào. Khi đã đến não, virus nhanh chóng gây viêm não, khởi động những triệu chứng. Khi triệu chứng đã xuất hiện, việc chữa trị gần như vô dụng và tỷ lệ tử vong là trên 99%. Bệnh dại còn có thể gây viêm tủy sống và viêm tủy ngang.
Lây từ người sang người là cực hiếm, mới chỉ ghi nhận vài trường hợp qua phẫu thuật cấy ghép. Mặc dù trên lý thuyết người bị dại có thể truyền bệnh cho người khác qua hành vi cắn hay gì khác nhưng thực tế chưa ghi nhận trường hợp nào như vậy vì bệnh nhân thường được đưa đi bệnh viện và có những biện pháp đề phòng cần thiết. Chạm vào người bị dại hay tiếp xúc với mô hoặc dịch không nhiễm (nước tiểu, phân, máu) không gây phơi nhiễm và không cần dự phòng sau phơi nhiễm. Tuy nhiên nếu virus có trong tinh dịch hoặc dịch tiết âm đạo, khả năng lây qua đường tình dục là có thể.

## Chẩn đoán
Cách thức tham khảo là xét nghiệm kháng thể huỳnh quang (FAT), một thủ tục hóa mô miễn dịch được Tổ chức Y tế Thế giới khuyến cáo. FAT dựa vào khả năng của một phân tử dò (thường là FITC) kết hợp với kháng thể dại tạo ra liên hợp ràng buộc cho phép quan sát kháng nguyên dại nhờ kỹ thuật hiển vi huỳnh quang. Phân tích hiển vi mẫu là phương pháp trực tiếp duy nhất giúp nhận biết kháng nguyên đặc hiệu trong thời gian ngắn với chi phí thấp, bất kể nguồn gốc địa lý và tình trạng vật chủ. Đây có thể được xem là bước đầu tiên trong thủ tục chẩn đoán đối với mọi phòng thí nghiệm. Tuy nhiên, các mẫu tự phân có thể làm giảm độ nhạy và độ đặc hiệu của FAT. Xét nghiệm RT-PCR tỏ ra hiệu quả cho chẩn đoán thông thường, nhất là những mẫu phân hủy và mẫu lưu trữ. Chẩn đoán mẫu não lấy từ vật chủ đã chết có thể chắc chắn. Chẩn đoán còn có thể thực hiện với nước bọt, nước tiểu, và các mẫu dịch não tủy, song không nhạy hoặc độ tin cậy thấp hơn mẫu não. Các thể vùi não gọi là tiểu thể Negri là dấu hiệu 100% bệnh dại nhưng chỉ thấy ở 80% số ca. Con vật gây ra vết cắn nên được khám nghiệm nếu có thể.
Một số kỹ thuật hiển vi quang học cũng có thể được dùng để chẩn đoán bệnh dại với chi phí bằng một phần mười kỹ thuật hiển vi huỳnh quang truyền thống, phù hợp cho các nước kém phát triển. LN34 là xét nghiệm dễ dàng thực hiện trên não động vật chết và có thể giúp xác định xem có cần dự phòng sau phơi nhiễm không. Xét nghiệm này do CDC phát triển vào năm 2018.
Chẩn đoán phân biệt dại nghi ngờ ở người lúc đầu có thể bao gồm mọi nguyên nhân gây viêm não, cụ thể nhiễm virus như herpesvirus, enterovirus, và arbovirus như virus Tây sông Nile. Virus quan trọng nhất cần loại trừ là herpes đơn dạng loại một, varicella zoster, enterovirus bao gồm coxsackievirus, echovirus, poliovirus, và enterovirus 68 đến 71.
Các nguyên nhân mới gây viêm não do virus cũng có thể, như đợt bùng phát 300 ca viêm não ở Malaysia năm 1999 có tỷ lệ tử vong 40% do virus Nipah, một paramyxovirus mới được công nhận. Tương tự, virus đã biết có thể xuất hiện ở địa bàn mới, như đợt viêm não do virus Tây sông Nile ở miền đông Hoa Kỳ. Yếu tố dịch tễ như mùa, vị trí địa lý, tuổi bệnh nhân, lịch sử du lịch, khả năng phơi nhiễm, có thể hữu ích trong quá trình chẩn đoán.

## Phòng ngừa
Gần như mọi ca dại ở người đều dẫn đến tử vong cho đến khi Louis Pasteur và Émile Roux tìm ra vắc-xin vào năm 1885. Vắc-xin ban đầu thu từ thỏ bệnh, ở đó virus trong mô thần kinh bị làm yếu bằng cách để khô 5 đến 10 ngày. Những vắc-xin có nguồn gốc từ mô thần kinh tương tự hiện vẫn được dùng ở một số nước do chi phí rẻ hơn nhiều vắc-xin nuôi cấy tế bào hiện đại.
Vắc-xin dại tế bào lưỡng bội người được khởi động năm 1967. Vắc-xin tế bào phôi gà và vắc-xin tế bào vero tinh khiết rẻ hơn hiện sẵn có. Một vắc-xin tái tổ hợp gọi là V-RG được dùng ở Bỉ, Pháp, Đức, Mỹ để ngăn bệnh dại bùng phát trong động vật không thuần hóa. Chủng ngừa tiền phơi nhiễm được áp dụng cả ở người và động vật trong những hoàn cảnh được cho là cần thiết.

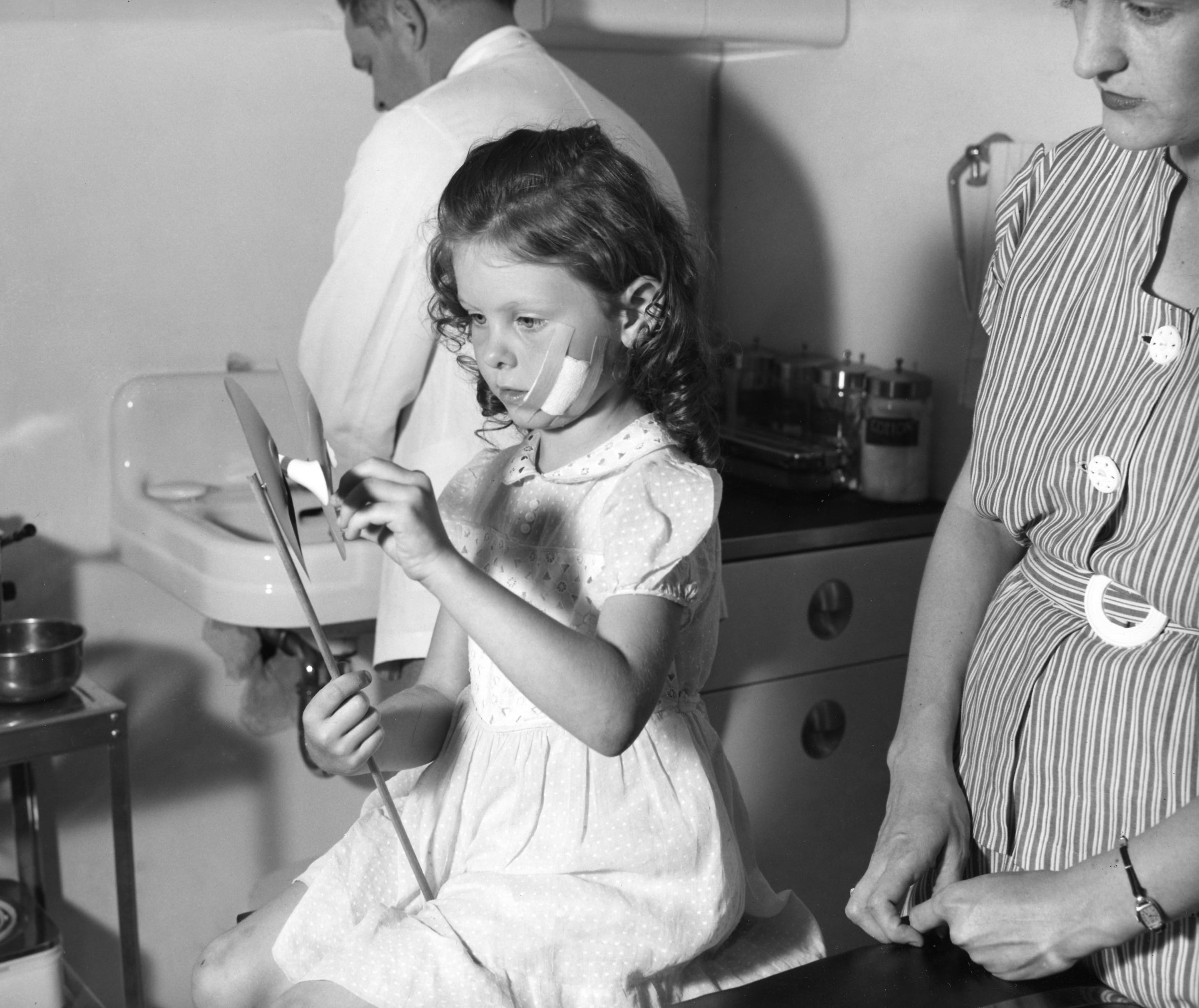
Một bé gái bị động vật nghi dại cắn chuẩn bị được dự phòng sau phơi nhiễm

Các hành động sau có thể giúp làm giảm nguy cơ mắc dại:
- Tiêm phòng dại cho chó, mèo
- Luôn giám sát vật nuôi, không thả rông
- Tránh xa động vật hoang dã hoặc đi lạc
- Liên hệ cục quản lý động vật khi thấy thú hoang hay đi lạc, nhất là nếu con vật hành xử kỳ lạ
- Nếu bị động vật cắn, rửa vết thương bằng xà phòng và nước trong 10–15 phút rồi đi gặp bác sĩ để xác định có cần dự phòng sau phơi nhiễm không.

Ở châu Á và một phần châu Mỹ, châu Phi, chó vẫn là vật chủ chính. Tiêm phòng bắt buộc động vật ít hiệu quả ở vùng nông thôn. Ở các nước đang phát triển, chó hay được thả rông và người dân không chấp nhận tiêu hủy chúng. Vắc-xin đường miệng có thể được phân phát an toàn trong mồi, cách làm đã giảm trừ bệnh dại thành công ở những vùng nông thôn của Canada, Pháp, Mỹ. Bởi lẽ, các chiến dịch vắc-xin có thể gây tốn kém và dùng mồi là phương pháp hiệu quả chi phí. Ở Ontario, bệnh dại được ghi nhận giảm mạnh khi một chiến dịch thả mồi chứa vắc-xin từ trên không được phát động.
Số người tử vong do bệnh dại ở Mỹ đã giảm từ 100 hoặc hơn mỗi năm hồi đầu thế kỷ 20 xuống một hoặc hai hiện tại nhờ tiêm phòng chó mèo diện rộng và sự phát triển của phương pháp điều trị globulin miễn dịch cũng như vắc-xin ở người. Hầu hết ca tử vong hiện giờ có nguyên nhân do dơi cắn, điều có thể khiến nạn nhân không chú ý và do đó không điều trị.

## Điều trị

### Sau phơi nhiễm
Rửa kỹ vết thương càng sớm càng tốt bằng xà phòng và nước trong năm phút có tác dụng làm giảm số hạt virus. Tiếp theo, khuyến cáo nên dùng povidon-iod hoặc cồn nhằm làm giảm thêm lượng virus. Không làm dập nát thêm vết thương hoặc làm tổn thương rộng hơn, tránh khâu kín ngay vết thương. Nếu bắt buộc phải khâu thì nên trì hoãn khâu vết thương sau vài giờ đến ba ngày và nên khâu ngắt quãng/bỏ mũi sau khi đã tiêm huyết thanh kháng dại vào tất cả các vết thương. Tùy trường hợp cụ thể có thể sử dụng kháng sinh và tiêm phòng uốn ván.
Điều trị sau phơi nhiễm có thể ngăn ngừa bệnh nếu thực hiện kịp thời, nhìn chung là trong vòng 10 ngày từ lúc nhiễm. Vắc-xin dại hiệu quả 100% nếu áp dụng sớm và vẫn có cơ hội thành công trong trường hợp chậm trễ. Mỗi năm có hơn 15 triệu người được chủng ngừa sau khi nghi nhiễm virus. Công tác chữa trị tuy hiệu quả song chi phí là đáng kể. Ở Mỹ, Trung tâm Kiểm soát và Phòng ngừa Bệnh tật (CDC) khuyên người dân nên nhận một liều globulin miễn dịch (hay huyết thanh kháng, HRIG) và bốn liều vắc-xin trong 14 ngày. HRIG đắt và chiếm phần lớn chi phí điều trị sau phơi nhiễm (lên đến vài ngàn đô-la). Liều này nên được tiêm nhiều nhất quanh vết cắn, phần còn lại tiêm sâu vào bắp cách xa nơi tiêm vắc-xin.
Người mà trước đó đã từng được nhận vắc-xin không cần dùng đến globulin miễn dịch, chỉ cần dùng vắc-xin sau phơi nhiễm vào ngày 0 và 3. Tác dụng phụ của vắc-xin tế bào hiện đại giống vắc-xin cúm. Vắc-xin mô thần kinh cũ đòi hỏi tiêm nhiều lần vào bụng với mũi kim lớn ít tốn kém song dần ít dùng và bị thay thế bởi chế độ vắc-xin trong da cũng ít tốn kém của Tổ chức Y tế Thế giới. Tiêm bắp thì nên tiêm vào cơ delta, không tiêm cơ mông vì vắc-xin có thể không tác dụng do mũi tiêm đi vào mỡ chứ không vào cơ. Với trẻ sơ sinh, khuyến cáo là nên tiêm ở vị trí đùi bên.

### Sau phát bệnh
Một phương pháp điều trị gọi là giao thức Milwaukee, bao gồm việc làm cho người bệnh hôn mê và dùng thuốc chống virus từng được đề xuất nhưng về sau bị phát hiện là không có tác dụng. Con người lần đầu đưa phương pháp này vào sử dụng năm 2003 sau khi Jeanna Giese, một thiếu niên từ Wisconsin, trở thành người đầu tiên được biết qua khỏi bệnh dại mà không nhận điều trị dự phòng trước khi triệu chứng khởi phát. Tuy nhiên lúc tới bệnh viện Giese đã có sẵn kháng thể chống bệnh dại trong người. Cách chữa này đã được thử nghiệm thêm nhiều lần nhưng không lần nào thành công. Kể từ đó nó được đánh giá là không hiệu quả đi kèm với vấn đề chi phí và đạo đức.

## Tiên lượng
Với người không dùng vắc-xin, bệnh dại gần như luôn gây tử vong sau khi triệu chứng thần kinh biểu hiện. Sử dụng vắc-xin sau phơi nhiễm (PEP) rất thành công trong ngừa bệnh nếu thực hiện phù hợp.

## Dịch tễ

Số ca tử vong vì bệnh dại mỗi triệu người năm 2012
0
1
2–4
5–9
10–17
18–69

Bản đồ các quốc gia và lãnh thổ không có bệnh dại (màu xanh).

Trong năm 2010 trên thế giới ước tính có khoảng 26.000 người tử vong vì bệnh dại, giảm từ 54.000 năm 1990. Đa số ca tử vong xảy ra ở châu Á và châu Phi. Tính đến năm 2015, Ấn Độ kế đến là Trung Quốc và Cộng hòa Dân chủ Congo là những nước có nhiều ca nhất. Vào năm 2015 Tổ chức Y tế Thế giới, Tổ chức Sức khỏe Động vật Thế giới, Tổ chức Lương thực và Nông nghiệp Liên Hiệp Quốc, và Liên minh Kiểm soát Bệnh dại Toàn cầu đã hợp tác vì mục tiêu đến năm 2030 không còn ca tử vong vì bệnh dại.

### Ấn Độ
Ấn Độ là nước có tỷ lệ người mắc bệnh dại cao nhất thế giới, chủ yếu vì chó đi lạc với số lượng gia tăng nhiều kể từ đạo luật cấm giết chó năm 2001. Công tác kiểm soát và điều trị bệnh dại một cách hiệu quả ở Ấn Độ bị cản trở bởi một kiểu điên loạn đám đông gọi là hội chứng mang thai chó con. Người bị hội chứng này, cả nam lẫn nữ, mà bị chó cắn sẽ tin rằng chó con đang lớn lên trong người họ và thường đi tìm sự trợ giúp từ những người chữa bệnh bằng niềm tin thay vì dịch vụ y tế. Ước tính mỗi năm ở Ấn Độ có 20.000 người chết vì bệnh dại, chiếm hơn một phần ba tổng số toàn cầu.

### Úc
Mặc dù trạng thái chính thức là nước không có bệnh dại, lyssavirus dơi Úc (ABLV) được phát hiện năm 1996 là chủng virus dại thịnh hành trong quần thể dơi bản địa. Tính đến nay đã ghi nhận ba ca người nhiễm ABLV ở Úc và tất cả đều tử vong.

### Mỹ
Tại Mỹ, trong khi bệnh dại ở người có nguyên nhân từ chó đã được loại bỏ, mỗi năm lại có khoảng một trăm con chó bị nhiễm bệnh từ loài hoang dã khác. Dơi, gấu mèo, chồn hôi, và cáo là vật chủ mang virus ở hầu hết các ca báo cáo (98% năm 2009). Dơi dại được tìm thấy ở tất cả 48 bang tiếp giáp. Những ổ chứa khác bị hạn chế hơn về mặt địa lý, ví dụ người ta chỉ tìm thấy biến thể virus dại gấu mèo ở một dải đất tương đối hẹp dọc Đông Duyên hải.
Do nhận thức công chúng cao về virus, nỗ lực chủng ngừa cho động vật nuôi, việc hạn chế quần thể hoang dã, và tính sẵn có của dự phòng sau phơi nhiễm, trường hợp người mắc dại ở Mỹ là rất hiếm. Giai đoạn 1960–2018, nước Mỹ ghi nhận tổng cộng 125 ca bệnh dại ở người, 36 (28%) trong đó được cho là do bị chó cắn trong lúc du lịch quốc tế. Trong số 89 ca nhiễm ở lãnh thổ Mỹ, 62 (70%) có nguồn gốc từ dơi.

### Mexico
Vào năm 2019, Mexico được Tổ chức Y tế Thế giới chứng nhận là không có bệnh dại lây truyền từ chó sang người vì không có trường hợp lây truyền nào được ghi nhận trong vòng 2 năm.

### Châu Âu
Hàng năm không có hoặc có rất ít ca bệnh dại được báo cáo ở châu Âu. Những người bị mắc bệnh có thể mắc trong thời gian du lịch ở nơi khác và tại châu Âu.
Ở Thụy Sĩ căn bệnh hầu như bị xóa sổ sau khi các nhà khoa học đặt đầu gà tẩm vắc-xin sống đã làm yếu ở vùng Alps Thụy Sĩ. Cáo Thụy Sĩ, nguồn dại chính ở nước này, ăn đầu gà và có được sự miễn dịch.
Ý sau khi tuyên bố không còn bệnh dại từ 1997 đến 2008 đã chứng kiến căn bệnh quay trở lại trong động vật hoang dã ở Triveneto (Trentino-Alto Adige/Südtirol, Veneto và Friuli-Venezia Giulia) do sự lây lan của một đợt dịch ở Balkan mà cũng tác động đến Áo. Một chiến dịch chủng ngừa động vật hoang dã diện rộng đã một lần nữa diệt trừ virus khỏi Ý và nước này lại đạt trạng thái không bệnh dại vào năm 2013. Ca dại cuối cùng được báo cáo là ở một con cáo đỏ hồi đầu năm 2011.
Anh đã không còn bệnh dại từ đầu thế kỷ 20 ngoại trừ một virus giống dại ở một vài con dơi Daubenton. Có một ca lây truyền sang người gây tử vong. Kể từ năm 2000 ghi nhận bốn ca tử vong do bệnh dại nhiễm từ nước ngoài bởi chó cắn. Ca nhiễm cuối cùng tại Anh xảy ra năm 1922 và ca tử vong cuối cùng do bệnh dại bản địa là vào năm 1902. Khác với những quốc gia châu Âu khác Anh được bảo vệ bởi việc là một hòn đảo cộng thêm những thủ tục kiểm dịch nghiêm ngặt.

### Việt Nam
Tại Việt Nam, bệnh dại có mặt ở hầu hết các tỉnh thành. Vào đầu thập niên 1990 mỗi năm có 350-500 ca tử vong vì bệnh dại. Giai đoạn 1996-2007 nhờ tích cực tiến hành các biện pháp phòng chống nên số ca tử vong đã giảm 75%. Tuy nhiên sau đó căn bệnh lại có chiều hướng gia tăng. Cụ thể trong thập niên 2010, mỗi năm Việt Nam có 70-110 người mắc bệnh và tử vong. Kể từ năm 1992 trung bình mỗi năm có khoảng 440.000 người phải đi tiêm phòng. Chó là động vật truyền bệnh chủ yếu, chiếm 96-97%, tiếp đến là mèo 3-4%. Chưa ghi nhận trường hợp người mắc dại từ động vật khác. Trong khoảng 2005 đến 2014, tổn thất kinh tế do bệnh dại là hơn 719 triệu USD, chủ yếu là chi phí liên quan đến điều trị sau phơi nhiễm.
Những nguyên nhân chủ yếu khiến bệnh xuất hiện trong cộng đồng bao gồm tỷ lệ tiêm phòng dại cho chó thấp, người dân thiếu kiến thức, khó tiếp cận vắc-xin hay huyết thanh kháng dại ở nhiều nơi. Hầu hết trường hợp tiêm phòng là sau khi bị chó cắn và tham khảo ý kiến bác sĩ, rất ít khi bệnh được xác định qua phòng thí nghiệm. Chi phí dự phòng sau phơi nhiễm tại Việt Nam ước tính từ một đến hai triệu VND, con số quá lớn đối với những cộng đồng thiểu số miền núi. Theo Bộ Y tế Việt Nam thì 80% số ca tử vong vì bệnh dại xảy ra ở những địa bàn miền núi phía bắc do dân trí thấp và điều kiện y tế thiếu thốn. Đa số trường hợp bị chó hay mèo cắn ở đây không đi tiêm phòng. Giai đoạn 2005-2015, tỷ lệ dự phòng sau phơi nhiễm (PEP) giảm và tổng quan thì không có sự gia tăng số ca bệnh đáng kể. Một nghiên cứu khác chỉ ra mặc dù PEP sẵn có ở nhiều nơi song tỷ lệ hoàn thành là thấp, hay nói cách khác người nghi mắc bệnh thường bỏ dở tiến trình tiêm vắc-xin.
Virus dại ở Việt Nam và Thái Lan có quan hệ gần gũi và khả năng khởi nguồn từ một tổ tiên chung.

## Lịch sử

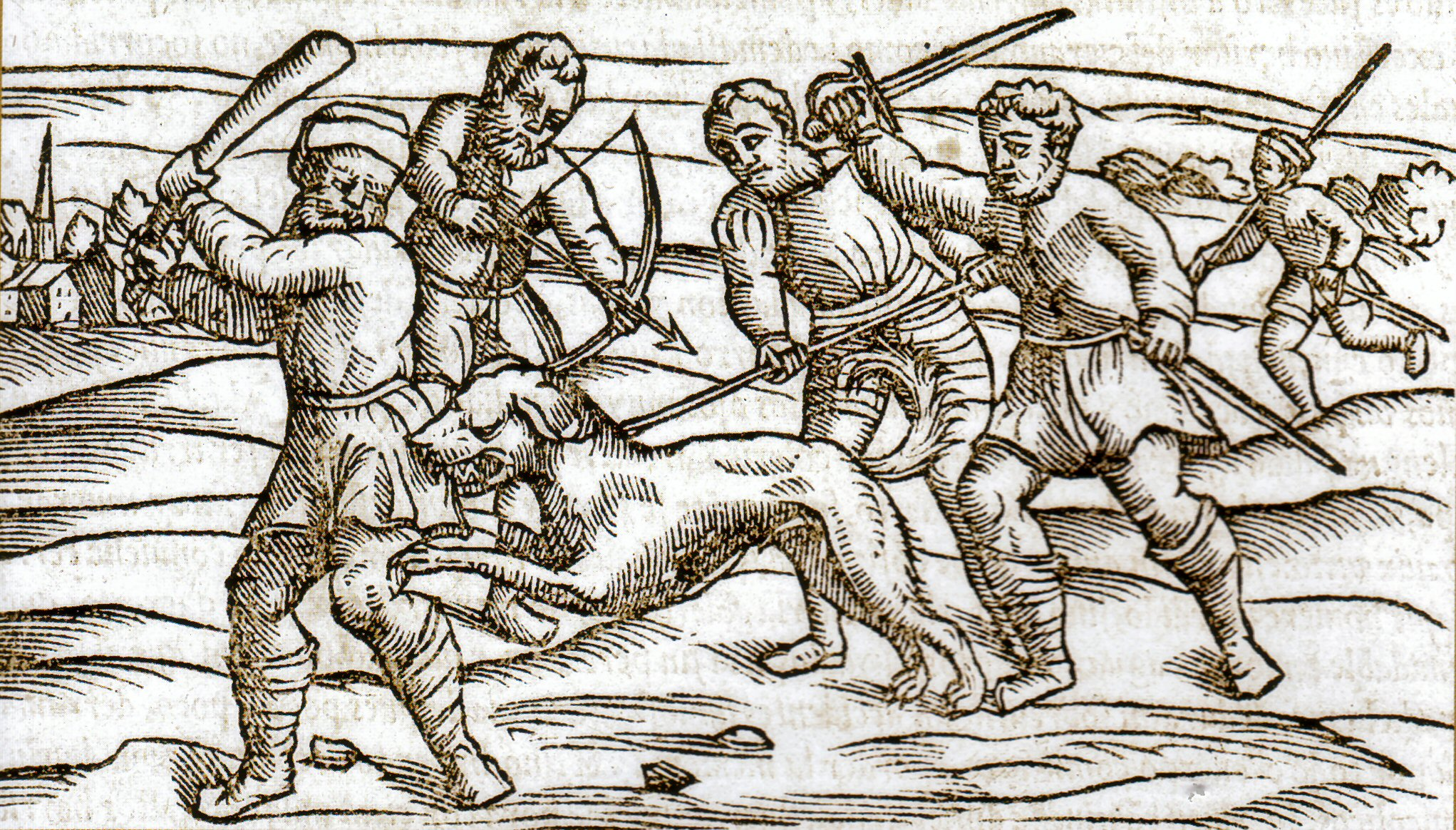
Một bức khắc gỗ từ thời Trung Cổ có hình ảnh một con chó dại.

Con người đã biết đến bệnh dại từ khoảng năm 2000 trước Công Nguyên. Tài liệu chữ viết đầu tiên về bệnh dại là Bộ luật Eshnunna của Lưỡng Hà (khoảng 1930 TCN) trong đó ra lệnh cho chủ sở hữu của chó biểu hiện triệu chứng dại cần có biện pháp ngăn ngừa chó cắn. Nếu một người khác bị chó dại cắn và chết sau đó, chủ chó sẽ bị phạt nặng.
Những phương thuốc dân gian vô dụng đầy rẫy trong tài liệu y khoa của thế giới cổ đại. Bác sĩ Scribonius Largus kê đơn thuốc gồm có một mảnh vải và da linh cẩu, còn Antaeus thì đề nghị chuẩn bị đầu lâu của một người bị treo cổ.
Bệnh dại xem ra có nguồn gốc ở Cựu Thế giới, đợt dịch trên động vật đầu tiên ở Tân Thế giới xảy ra ở Boston năm 1768. Căn bệnh từ đó lây lan trong những năm tiếp theo đến nhiều bang khác cũng như Tây Ấn thuộc Pháp và cuối cùng trở nên phổ biến khắp Bắc Mỹ.
Con người xem bệnh dại như tai họa vì sự phổ biến của nó trong thế kỷ 19. Ở Pháp và Bỉ, nơi người ta sùng kính Thánh Hubert, chìa khóa của Thánh Hubert được nung nóng và đặt vào chỗ vết thương. Ứng dụng tư duy ma thuật, con người in dấu chìa khóa vào chó với hy vọng điều đó bảo vệ chúng khỏi bệnh dại. Nỗi sợ bệnh dại quá lớn đến phi lý do số lượng vật truyền (chủ yếu là chó dại) đông và việc không hề có phương pháp chữa trị hiệu quả. Chuyện một người bị chó chỉ nghi ngờ là mắc dại cắn tự sát hoặc bị người khác giết không phải là hiếm.
Vào thời cổ đại phần gắn lưỡi (hãm lưỡi, một màng nhầy) bị cắt và loại bỏ vì người ta nghĩ đó là khởi nguồn của bệnh dại. Hành vi này chấm dứt khi nguyên nhân gây bệnh thực sự được phát hiện. Vắc-xin mô thần kinh 1885 của Louis Pasteur đã thành công và dần dần được cải thiện nhằm làm giảm những tác dụng phụ nghiêm trọng.
Cho đến thời hiện đại, nỗi sợ bệnh dại vẫn không biến mất và căn bệnh cùng những triệu chứng của nó (nhất là kích động) như một nguồn cảm hứng cho một số tác phẩm về xác sống hay hư cấu cùng đề tài, thường miêu tả virus dại là đã đột biến thành một virus mạnh hơn gây bệnh không thể chữa hoặc biến con người thành cuồng sát, mang đến một đại dịch tàn phá rộng khắp.